# تپه دشت بناب ۱
تپه دشت بناب ۱ مربوط به دوره ساسانیان است و در شهرستان خرم بید، بخش مشهد مرغاب، ۲ کیلومتری شمال غرب کارخانه یک و یک مرغاب واقع شده و این اثر در تاریخ ۷ اسفند ۱۳۸۶ با شمارهٔ ثبت ۲۱۴۴۳ به‌عنوان یکی از آثار ملی ایران به ثبت رسیده است.